# Aura im Sinngrund
Aura im Sinngrund là một đô thị ở huyện Main-Spessart trong Regierungsbezirk Lower Franconia (Unterfranken) bang Bayern, Đức và thuộc Verwaltungsgemeinschaft (Cộng đồng hành chính) Burgsinn.
Đô thị này có cự ly khoảng 20 km về phía tây bắc Gemünden am Main trong thung lũng sông Aura của công viên tự nhiên Spessart (Naturpark Spessart). Ranh giới phía bắc đô thị này là với bang Hesse.